# Feriados na Austrália
Os feriados na Austrália são definidos por cada estado, e não pelo governo federal. Quando o feriado cai no fim de semana o próximo dia útil é considerado feriado.

## Os feriados
| Feriado                 | Austrália Ocidental                  | Tasmânia                  | Victoria                  | Território da Capital Australiana | Nova Gales do Sul           | Austrália Meridional        | Queensland                | Território do Norte       |
| ----------------------- | ------------------------------------ | ------------------------- | ------------------------- | --------------------------------- | --------------------------- | --------------------------- | ------------------------- | ------------------------- |
| Ano Novo                | 1º de Janeiro                        | 1º de Janeiro             | 1º de Janeiro             | 1º de Janeiro                     | 1º de Janeiro               | 1º de Janeiro               | 1º de Janeiro             | 1º de Janeiro             |
| Dia da Austrália        | 26 de Janeiro                        | 26 de Janeiro             | 26 de Janeiro             | 26 de Janeiro                     | 26 de Janeiro               | 26 de Janeiro               | 26 de Janeiro             | 26 de Janeiro             |
| Sexta-Feira Santa       | móvel                                | móvel                     | móvel                     | móvel                             | móvel                       | móvel                       | móvel                     | móvel                     |
| Sábado de Aleluia       | móvel                                | móvel                     | móvel                     | móvel                             | móvel                       | móvel                       | móvel                     | móvel                     |
| Segunda-feira de Páscoa | móvel                                | móvel                     | móvel                     | móvel                             | móvel                       | móvel                       | móvel                     | móvel                     |
| Dia do Trabalho         | 1ª segunda-feira de Março            | 2ª segunda-feira de Março | 2ª segunda-feira de Março | 1ª segunda-feira de Outubro       | 1ª segunda-feira de Outubro | 1ª segunda-feira de Outubro | 1ª segunda-feira de Maio  | 1ª segunda-feira de Maio  |
| Dia ANZAC               | 25 de Abril                          | 25 de Abril               | 25 de Abril               | 25 de Abril                       | 25 de Abril                 | 25 de Abril                 | 25 de Abril               | 25 de Abril               |
| Aniversário da Rainha   | Proclamado pelo governador do Estado | 2ª segunda-feira de Junho | 2ª segunda-feira de Junho | 2ª segunda-feira de Junho         | 2ª segunda-feira de Junho   | 2ª segunda-feira de Junho   | 2ª segunda-feira de Junho | 2ª segunda-feira de Junho |
| Christmas               | 25 de Dezembro                       | 25 de Dezembro            | 25 de Dezembro            | 25 de Dezembro                    | 25 de Dezembro              | 25 de Dezembro              | 25 de Dezembro            | 25 de Dezembro            |
| Boxing Day              | 26 de Dezembro                       | 26 de Dezembro            | 26 de Dezembro            | 26 de Dezembro                    | 26 de Dezembro              | (não é feriado)             | 26 de Dezembro            | 26 de Dezembro            |